# Železný most v Týně nad Vltavou
Železný most v Týně nad Vltavou je ocelový silniční most přes řeku Vltavu a spojuje dvě místní části Horní Brašov a Malou Stranu. V roce 1992 byl Ministerstvem kultury České republiky prohlášen kulturní památkou České republiky.

## Historie
První písemná zmínka o dřevěném mostě přes řeku Vltavu pochází z roku 1229. Most byl často ničen na jaře ledovými krami, které se pod mostem kupily. Při povodni v 7. března 1891 most z roku 1882 náporu pětimetrové vrstvy ledu neodolal a byl stržen. Na jeho místě byl postaven v roce 1892 nový silniční příhradový most. Stavba mostu podle projektu zemského vrchního inženýra Josefa Maýra byla zahájena 2. května 1892 položením základního kamene. Stavební dozor vykonával stavbyvedoucí František Schumandl. Železnou nýtovanou konstrukci vyrobila Pražská českomoravská mostárna, kamenný pilíř postavila firma Jana Kruliše z Prahy. Zatěžkávací zkouška byla provedena 17. října 1892, slavnostní vysvěcení a uvedení do provozu bylo 4. listopadu 1892. V roce 1996 byl most rekonstruován podle projektu brněnské kanceláře Antonína Pechala. Po rekonstrukci most slouží pouze pro pěší a cyklisty. V roce 1987 bylo na most zavěšeno teplovodní potrubí.
Napuštěním vodní nádrže Orlík došlo k vzdutí hladiny Vltavy, které zapříčinilo snížení podjezdové výšky pod železným mostem na cca tři metry. Tím byla lodní doprava omezena pro výletní lodi. V roce 2017 byl podpořen městem Týn nad Vltavou návrh z roku 2009 na úpravu mostu, kdy by se celá jedna mostovka zvedala, tak aby byl zabezpečen průjezd větších lodí. Podjezdná výška by byla 5,50 m.

## Popis
Silniční most má dvě šedesátimetrová pole s dolní mostovkou, která spočívají na dvou pobřežních podporách a jednom středovém návodním pilíři. Pobřeží podpěry s oblými křídly jsou vyzděny z opracovaných kamenných kvádrů, na nich na válcových ložiscích je umístěna mostovka. Šířka podpěr je 9,6 m, ve výšce 3,26 m jsou odskočené, jsou obložené kamennými kvádry. Podpěry jsou zakončeny kamennou římsou. Výška levé podpěry od základové spáry je 7,05 m pravé je 10,37 m. Oblá křídla jsou obložena lomovým kamenem. V levé opoře ve středovém kvádru je vytesán letopočet 1892. Středový návodní pilíř má obdélníkový půdorys, směrem nahoru se mírně zužuje, čela pilíře jsou zaoblena. Pilíř je dlouhý 13,3 m, široký 3,3 m, je obložen tesanými kamennými kvádry a nahoře zakončen kamennou římsou. Na pilíři je mostovka osazena na pevných podporách.
Ocelová konstrukce stejných mostovek je z nýtovaných nosníků, bočnice mají obdélníkový tvar. Rám tvoří dvacet polí z devatenácti svislic, které jsou od sebe vzdáleny 3,01 m. V rámu je diagonální zavětrování, ve spodní části jsou v příčném směru propojeny 19 vyztuženými nýtovanými nosníky s diagonálami v přes dvě pole v obou směrech. Vozovka je umístěna na nosných prvcích příčníků. V horní části jsou rámy bočnic spojeny nýtovanými příhradovými nosníky ve tvaru stlačeného oblouku s diagonálami v obou směrech přes dvě pole. Na některých příčnících jsou zavěšeny lampy veřejného osvětlení.
V úrovni vozovky na bočních pilířích jsou osazeny kamenicky opracované čtyřhranné sloupky s jehlanovou krycí deskou. Mezi sloupky a mostovkou je zábradlí shodné se zábradlím na mostě. Zábradlí, které je vyrobeno z plochých profilů, tvoří obdélníkový rám, ve kterém jsou vloženy svislice. V horní části a dolní rámu jsou půlkruhy, ve středové části (výšky) jsou vloženy kruhy. Zábradlí je vysoké 1,09 m
Na mostovce na levém břehu jsou umístěny dvě pamětní tabulky:
- PRAŽSKÁ MOSTÁRNA, Čís. 1478. (a rok) 1892
- KONSTRUOVAL JOSEF MAYR ZEMSKÝ VRCHNÍ INŽENÝR

## Data
Údaje dle 
- Délka mostu: 125,5 m
- Konstrukční šířka: 7 m
- Užitná šířka: 5 m
- Rozpětí pole: 59,60 m
- Výška rámu: 6,10 m
- Vzdálenost svislic: 3,01 m
- Výška nad hladinou: 3,228 m
- Plánovány zdvih: 2,222 m
- Plánovaný plavební profil: 5,25 m

## Galerie

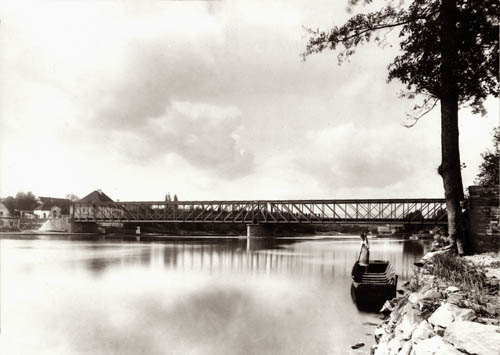
Jindřich Eckert - Týn nad Vltavou (1893)
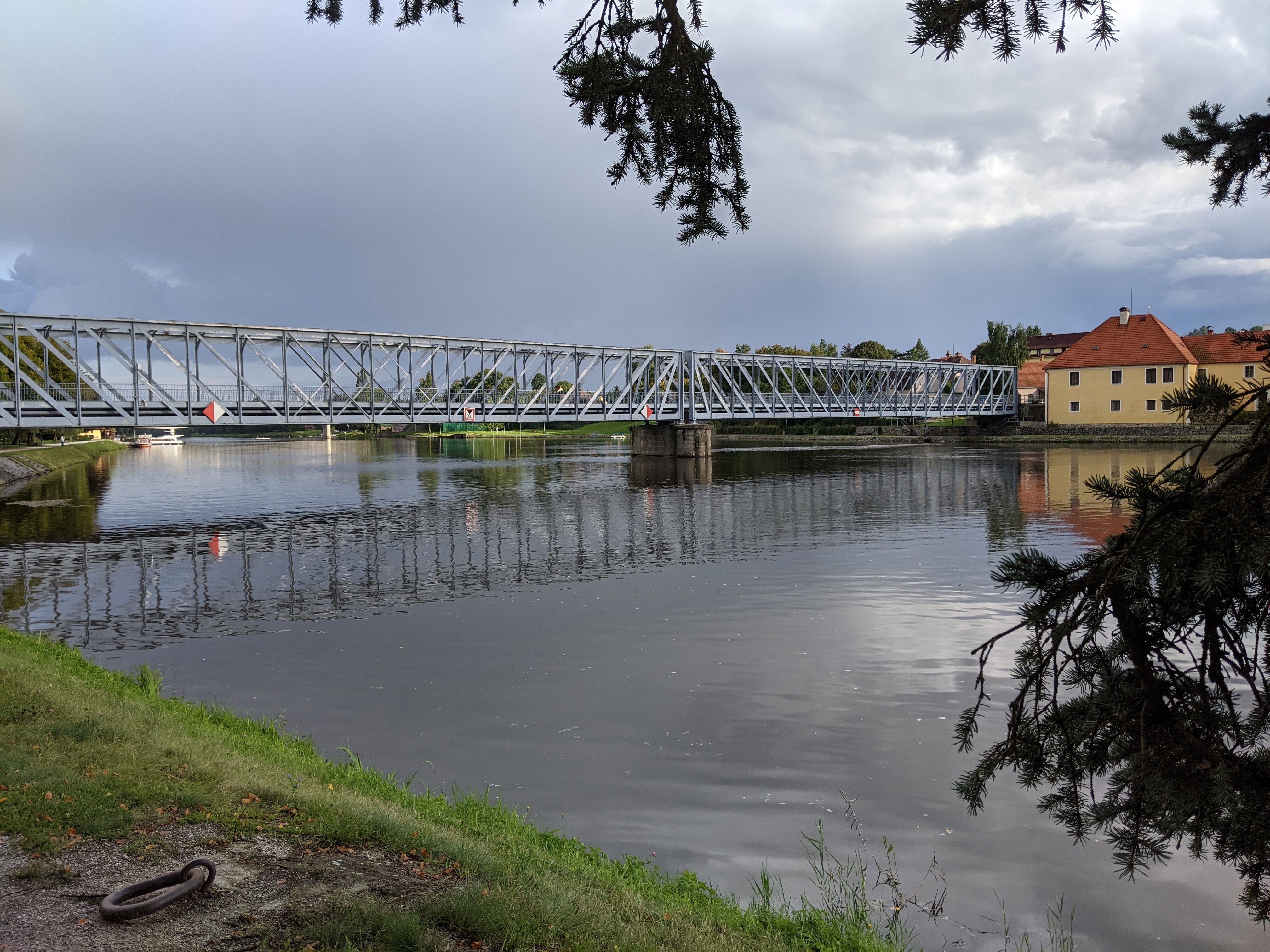
Železný most
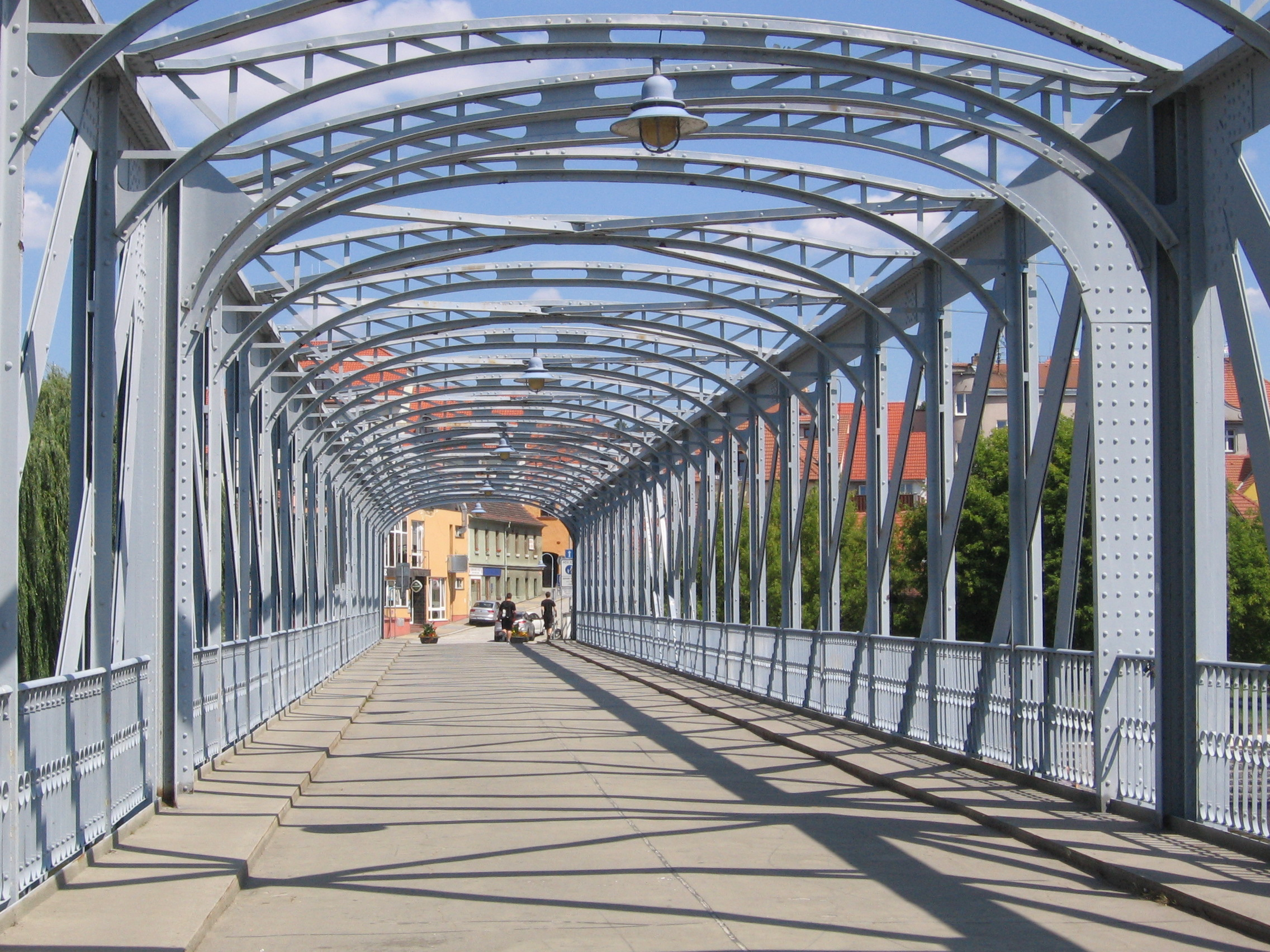
Železný most
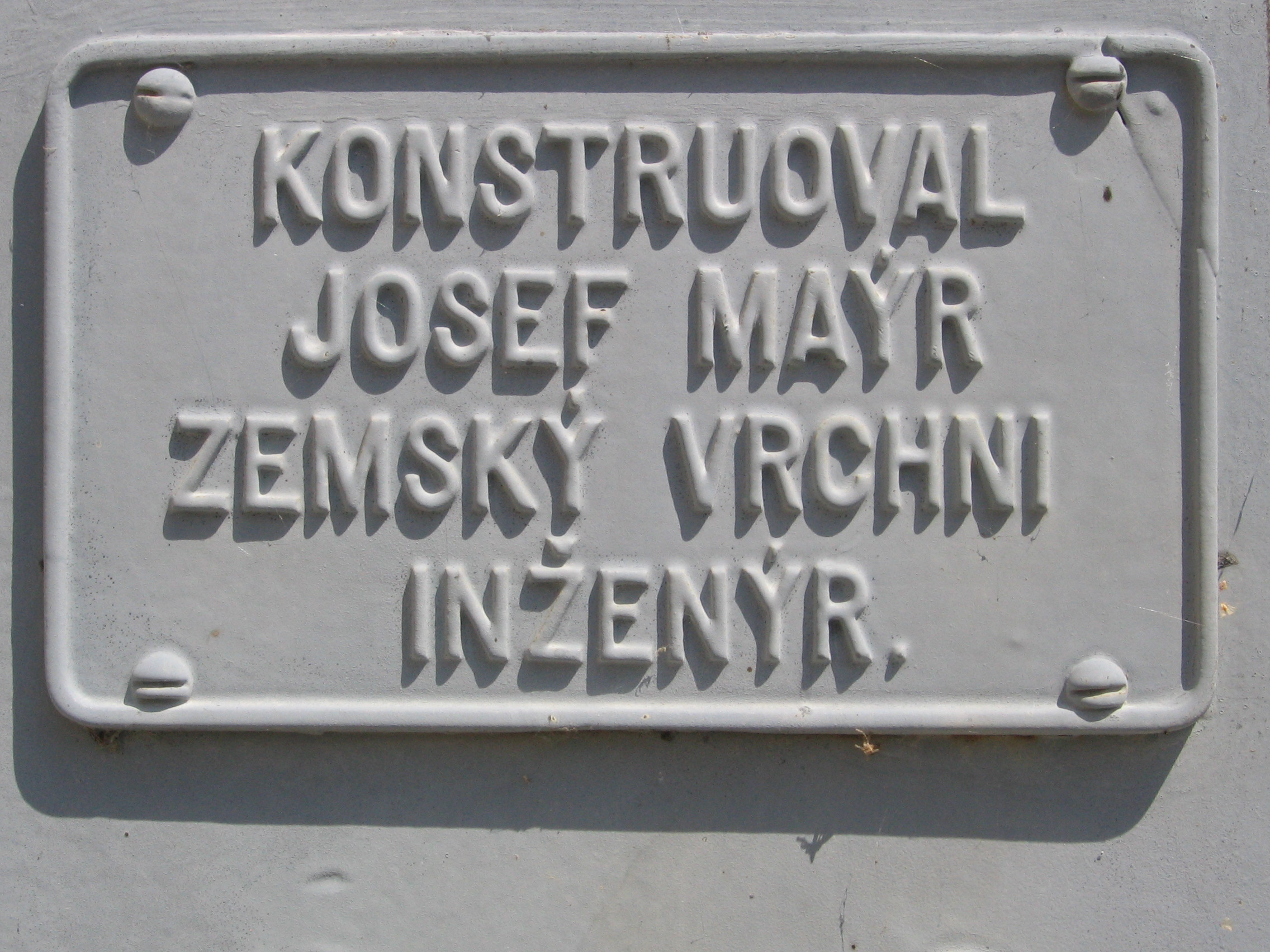
Pamětní tabulka
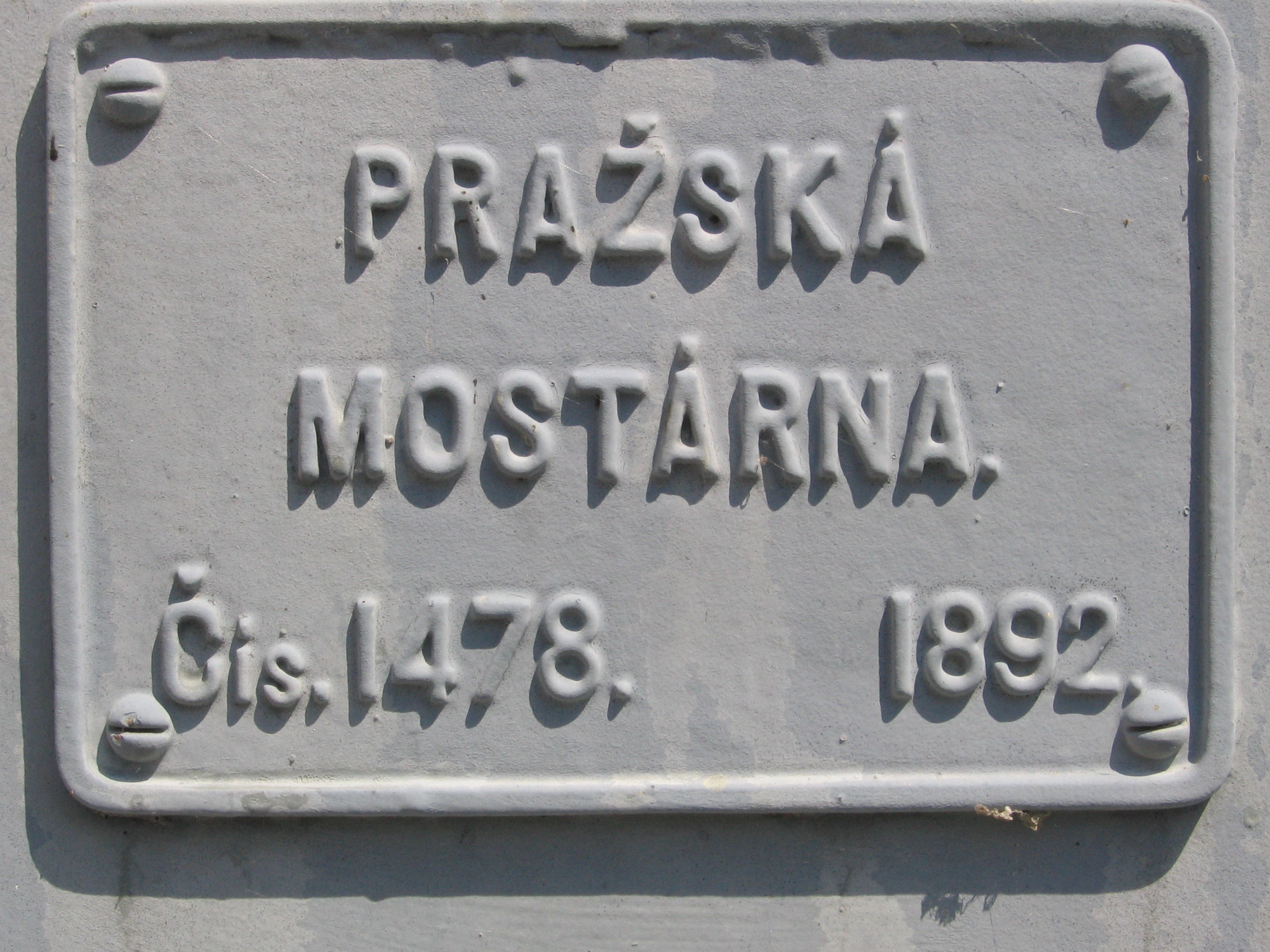
Pamětní tabulka
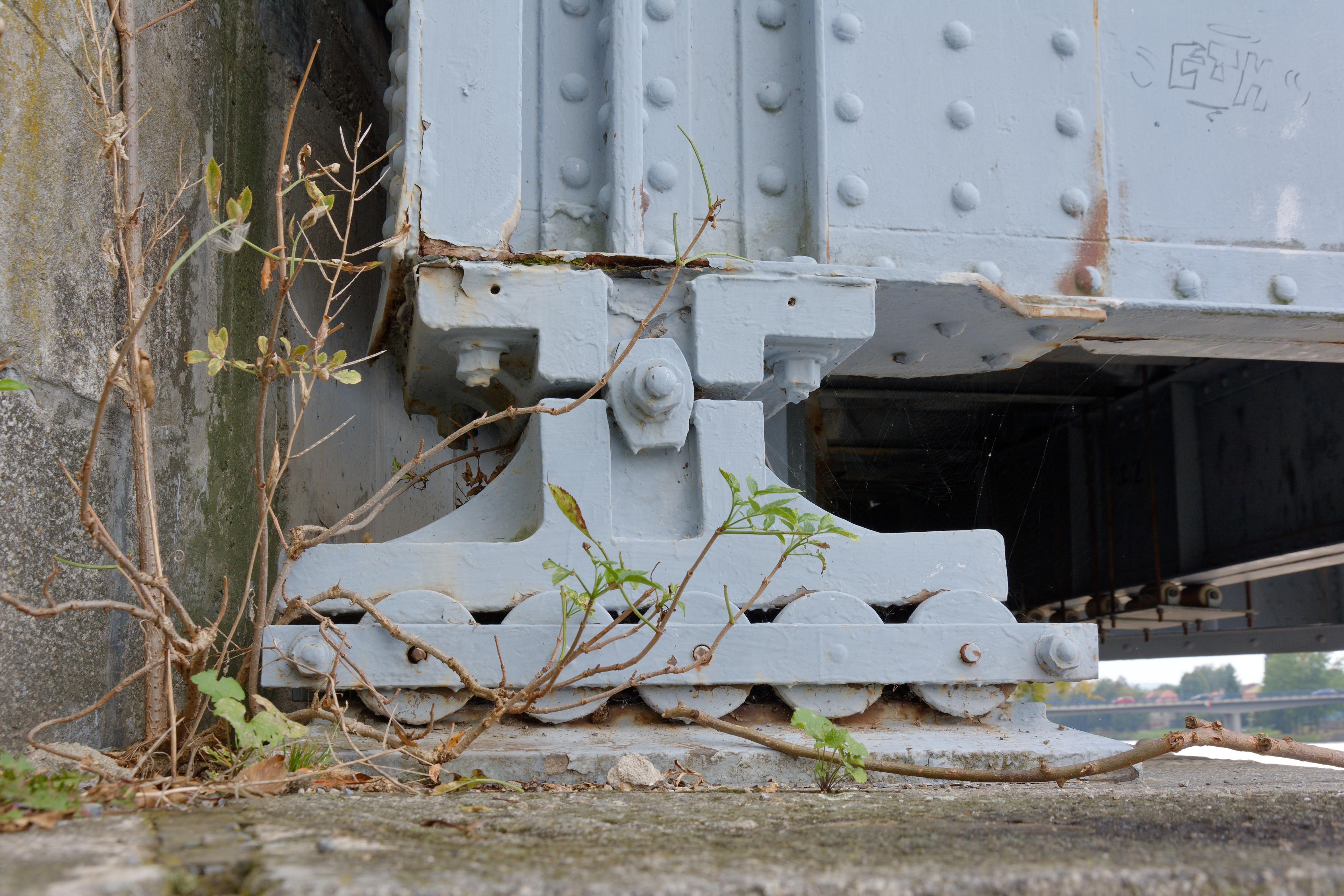
Pohyblivé uložení mostnice na pobřežní opoře
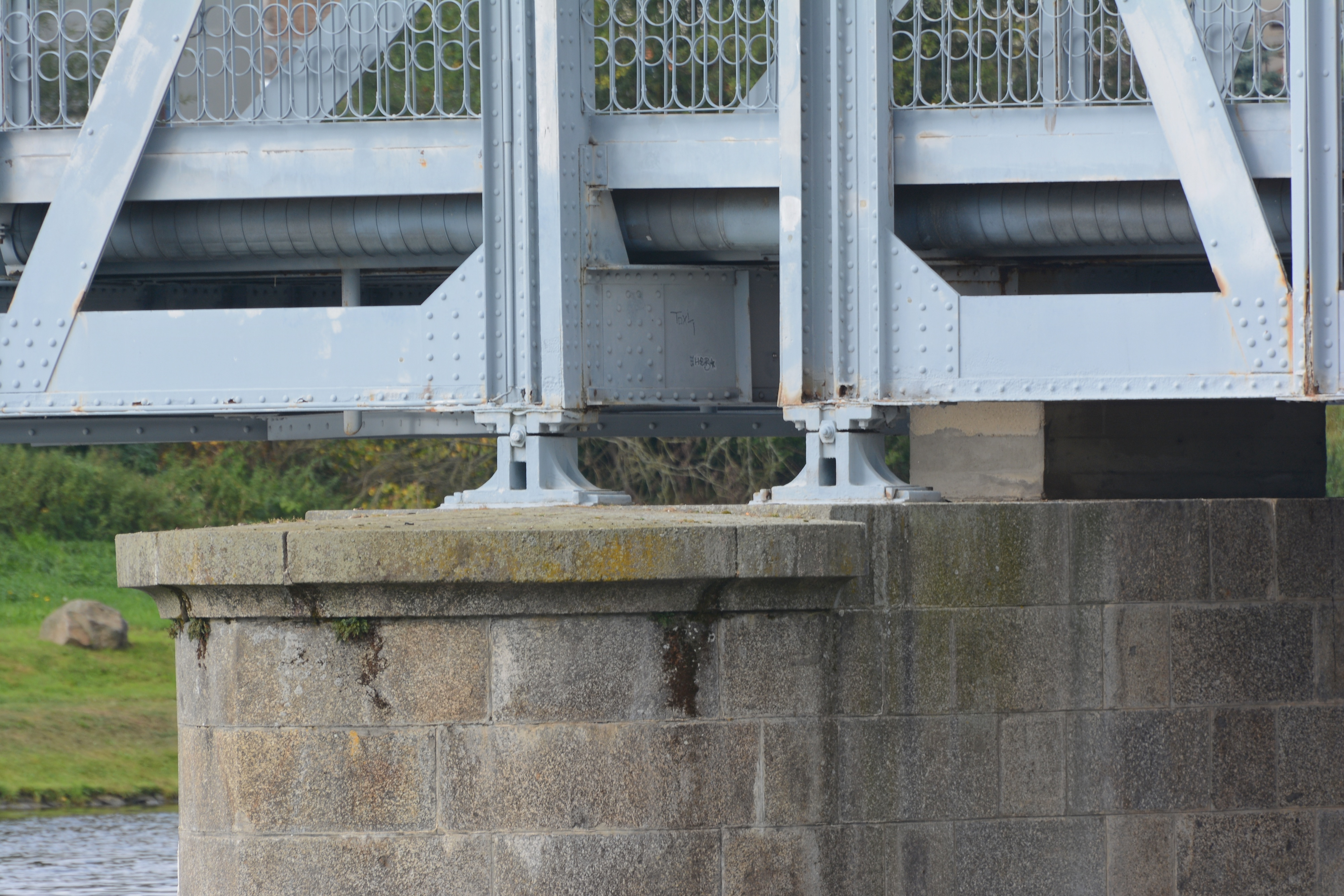
Pevné uložení mostnice na středovém pilíři